# Ctenomys
Ctenomys là một chi động vật có vú duy nhất trong họ Ctenomyidae, bộ Gặm nhấm. Chi này được Blainville miêu tả năm 1826. Loài điển hình của chi này là Ctenomys brasiliensis Blainville, 1826. Ctenomys bao gồm 60 loài khác nhau, và mối quan hệ giữa chúng vẫn còn là chủ đề tranh cãi giữa các nhà phân loại học. Các quan hệ gần nhất của chúng là Octodon degus và Octodontidae. Tất cả các loài trong chi này được tìm thấy ở Nam Mỹ từ Peru và miền trung Brasil về phía nam. Vai trò của các loài này ở Nam Mỹ tương tương với vai trò của Chuột nang ở Bắc Mỹ.

## Hình ảnh

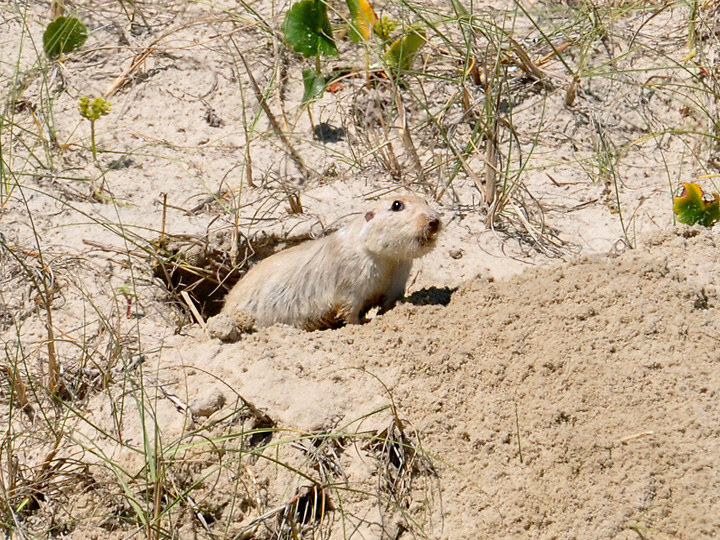
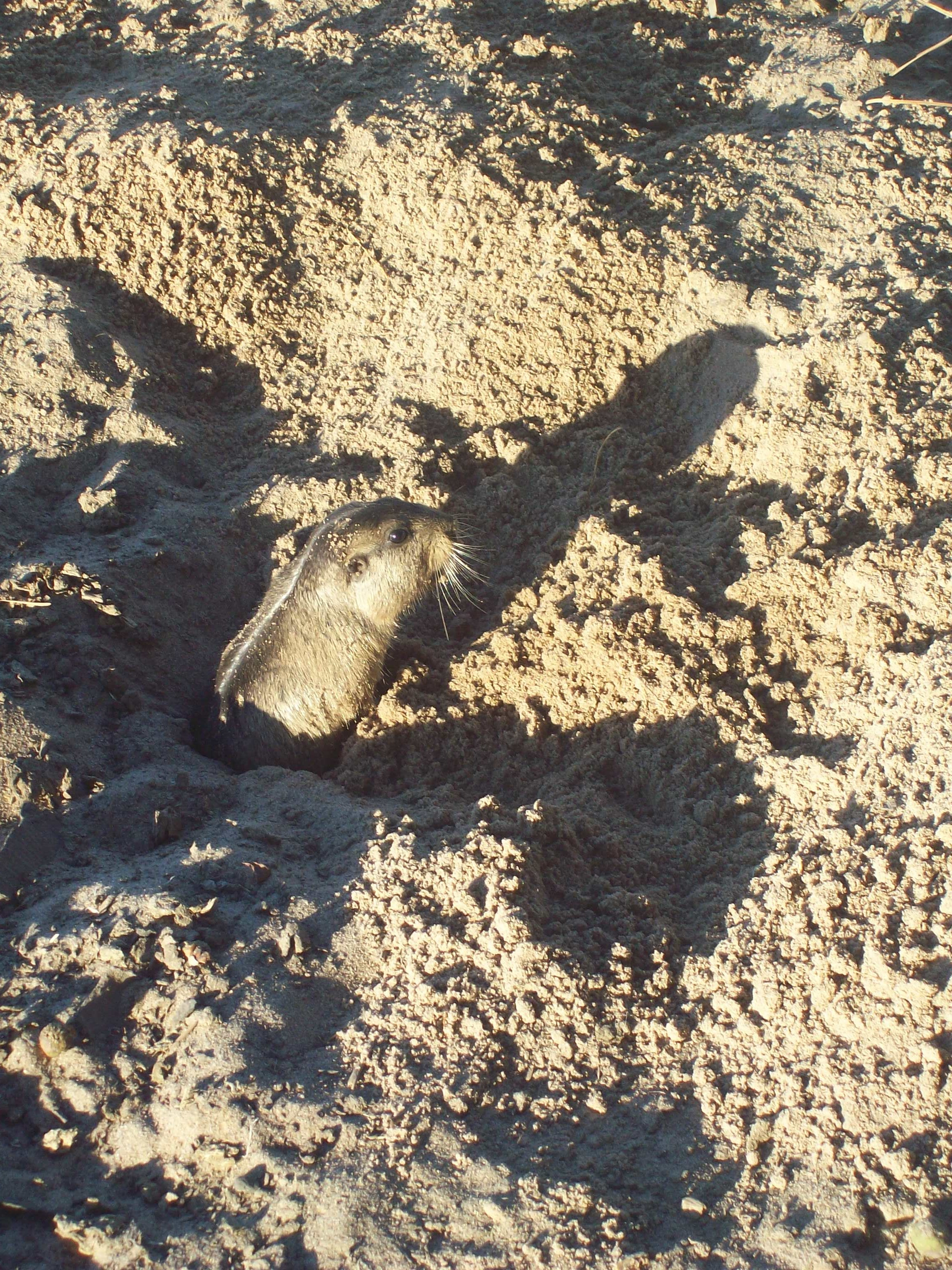

## Các loài
Chi này gồm các loài:
- Ctenomys argentinus
- Ctenomys australis
- Ctenomys azarae
- Ctenomys bergi
- Ctenomys boliviensis
- Ctenomys bonettoi
- Ctenomys brasiliensis
- Ctenomys budini
- Ctenomys colburni
- Ctenomys coludo
- Ctenomys conoveri
- Ctenomys coyhaiquensis
- Ctenomys dorbignyi
- Ctenomys dorsalis
- Ctenomys emilianus
- Ctenomys famosus
- Ctenomys flamarioni
- Ctenomys fochi
- Ctenomys fodax
- Ctenomys frater
- Ctenomys fulvus
- Ctenomys goodfellowi
- Ctenomys haigi
- Ctenomys johannis
- Ctenomys juris
- Ctenomys knighti
- Ctenomys lami
- Ctenomys latro
- Ctenomys leucodon
- Ctenomys lewisi
- Ctenomys magellanicus
- Ctenomys maulinus
- Ctenomys mendocinus
- Ctenomys minutus
- Ctenomys occultus
- Ctenomys opimus
- Ctenomys osvaldoreigi
- Ctenomys pearsoni
- Ctenomys perrensi
- Ctenomys peruanus
- Ctenomys pilarensis
- Ctenomys pontifex
- Ctenomys porteousi
- Ctenomys pundti
- Ctenomys rionegrensis
- Ctenomys roigi
- Ctenomys saltarius
- Ctenomys scagliai
- Ctenomys sericeus
- Ctenomys sociabilis
- Ctenomys steinbachi
- Ctenomys sylvanus
- Ctenomys talarum
- Ctenomys torquatus
- Ctenomys tuconax
- Ctenomys tucumanus
- Ctenomys tulduco
- Ctenomys validus
- Ctenomys viperinus
- Ctenomys yolandae